# فاراب
فاراب وتسمى اطرار أو اُترار Otrar وبالروسية Отырар، هي مدينة تاريخية (مهجورة حالياً) في بلاد ما وراء النهر في أرض خراسان، على بعد 170 كم شمال غرب شمكنت، وهي جزء مما يعرف اليوم بجمهورية كازاخستان. كانت واحة مترامية الأطراف، مليئة بأطلال مباني تغطيها الحشائش. وقنواتها الجافة تشهد على قرون من الجفاف.
فتحها قتيبة بن مسلم نحو عام 95هـ -713م في عهد الوليد بن عبد الملك بن مروان، ثم أُعيد فتحها في عهد السامانيين عام 225 ه‍ ـ 840م على يد القائد نوح بن أسد في خلافة المعتصم بالله.

## علمائها
- محمد بن محمد بن أوزلغ بن طرخان، أبو نصر، المعروف بالفارابي، ولد عام 259هـ- 872م، وتوفي عام 339هـ- 950م، وهو فيلسوف إسلامي لُقّب بالمعلم الثاني لشرحه كتب أرسطو، ومن أشهر مؤلفاته آراء أهل المدينة الفاضلة وتحصيل السعادة.
- اللغوي إسماعيل بن حماد التركي الأتراري، أبو نصر، المشهور باسم الجوهري، توفي (على الأرجح) عام 393هـ-1002م، ومن أشهر مؤلفاته الصحاح.

## أعلام
- محمد بن العباس الخوارزمي
- ينال خان
- الفارابي
- العباس بن سعيد الجوهري
- أبو إبراهيم الفارابي

## وصلات خارجية
- SADMOL travel company profile of قزخستان، with information on Otrar.
- قرية فاراب، تركمانستان. محطة السكك الحديدية وخطوط السكة